# Pederasti

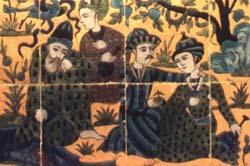
Inte bara i Grekland: Den persiske Shah Abbas var omtalad för sin "gossekärlek".

Pederasti (grekiska: paideras'tia, "gossekärlek", till pais, genitiv paidos, gosse, och era’n, älska) är ett sexuellt förhållande mellan en pojke och en vuxen man. Företeelsen accepterades allmänt i antikens Grekland, och uppfattades som en relation mellan en lärjunge och en mentor. Under senare århundraden har begreppet ibland fått en ändrad betydelse; under 1800-talet syftade det på analt samlag.
Senare omskrevs fenomenet som ett samhällsproblem i renässansens Toscana och i norra Italien, i Japan från medeltiden fram till 1800-talet, i Indien under stormugulernas rike fram till den brittiska kolonisationen. Bland aztekerna och mayaindianerna förekom det fram till den spanska erövringen av Mexiko, i Kina och Centralasien fram till det tidiga 1900-talet.
Sexuella förhållanden mellan vuxna och ungdomar är inte välstuderade. Sedan 1990-talet har pederasti ofta jämställts med pedofili och begreppen har ibland använts synonymt. Pederasti väcker frågor om moral, ungdomars uppväxt och föräldrars auktoritet. Det kan också väcka frågor om legalitet eftersom den yngre är minderårig (i Sverige under 15 år), med brottsrubriceringar som våldtäkt mot barn, sexuellt utnyttjande av barn eller utnyttjande av barn för sexuell posering. Även om pederastiförhållanden betraktats som nyttiga för den yngre parten av de antika grekerna, japanska samurajer och författare som Oscar Wilde, så hävdar numera många att förhållandena är skadliga och hämmar den psykologiska utvecklingen hos den yngre parten.

## Den antika världen

### Det antika Grekland
De antika grekerna var de första som beskrev, studerade, systematiserade och gjorde pederastin till en institution. Pederastin studerades och debatterades flitigt. Frågor man ställde sig var:
- Vilken form skulle pederastin ha, asexuell eller erotisk?
- Är pederasti rätt eller fel?
- Vilken typ av sexuella akter är tillåtna?
- Är pederastin bättre eller sämre än kärlek till kvinnor?

Platon var en tidig kritiker till sexualiserad pederasti och förordade istället att mäns kärlek till pojkar inte skulle innefatta sexuellt umgänge. I Symposion, en av hans mest kända dialoger, behandlas ämnet ingående. Å andra sidan hävdade Platon att endast barbarernas samhällen var obekanta med pederastin som fenomen.
Pederastiska förhållanden var i antikens Grekland en form av mentor - lärjungeförhållande som sanktionerades av staten och stöddes av de religiösa samfunden. Förhållandena måste godkännas av pojkens far. Pojkar sändes in i sådana förhållanden i tonåren, ungefär samtidigt som grekiska flickor gavs bort till giftermål. Mentorn förväntades att vara lärare till den unge mannen eller se till att han fick utbildning.
Att förälska sig i en pojke, tyckte många greker var helt naturligt och ett önskvärt fenomen. Pederasti var den idealiserade formen av en åldersstrukturerad homoeroticism som, liksom alla sociala konstruktioner, hade andra mindre idylliska uttryck såsom prostitution eller utnyttjande av andras slavpojkar. Även om pederastiförhållanden var tillåtna för alla greker (även slavar och invandrare) blev det först och främst ett privilegium för aristokrater.
Pederastiförhållanden är kända i hela det antika Grekland. Spartanerna krävde att alla vuxna män ingick pederastiförhållanden. Staten tjänade på dessa förhållanden. "Vänskapen" fungerade som ett tyglande av den unge, eftersom om han begick ett brott var det inte han som straffades utan hans mentor.
En del, bland andra Aristoteles, hävdade att vissa stater uppmuntrade pederasti som en form av befolkningskontroll genom att kärlek och sexuell lust riktades mot icke-fruktbärande förhållanden.

### Antikens Rom
I antikens Rom förlorade pederastin till stora delar sin status som en del av utbildningen och sågs mer som en aktivitet som drevs av den sexuella lusten som konkurrent till lusten efter kvinnor. Pederastiska förhållanden var officiellt förbjudna fram till och med andra århundradet e.Kr. Den sociala acceptansen gick i vågor genom århundradena och nådde sin kulmen under kejsare Hadrianus som reste statyer över sin älskare Antinous över hela Romarriket.
Med kristendomens intåg undertrycktes pederastin. Kyrkans folk såg pederastin som en hednisk kultur som var ett hinder vid omvändelse till kristendomen. I retoriken mot pederastin använde man tredje Moseboken, vilken ansågs förbjuda homosexuella akter.

## Andra historiska kulturer

### Kina
I 900-talets Kina bestod älskande manliga par av den äldre Ch'i hsiung och den yngre ch'iti. Beteckningarna betyder äldre broder och yngre broder. Pojkgiftermålen som varade en fastställd period efter vilken den yngre partnern skulle hitta en fru (ofta med hjälp av den äldre partnern) verkar ha varit en del av kulturen i provinsen Fujian under medeltiden. Giftermålen firades av båda familjerna på traditionellt vis, inkluderande ritualen "nio koppar te". Dessa pederastförhållanden i Fujian (där de även hade en skyddsgud: Hu Tianbao) gav upphov till uttrycket "den sydliga sedvänjan" i Kina.

### Japan

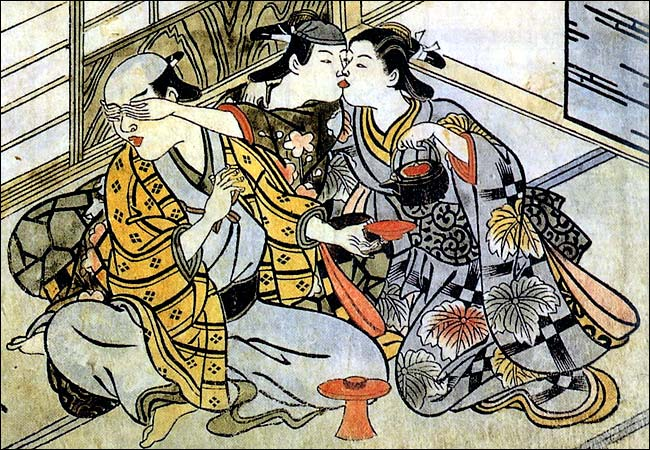
Japansk pederasti.

I Japan från medeltiden och fram till slutet av 1800-talet var pederastiförhållanden liknande dem som fanns i Europa under antiken vanliga[källa behövs]. Det fanns även en speciell benämning, Shudo, på homosexuella förhållanden mellan en yngre man och en äldre man.
Tidiga europeiska besökare var förbluffade av öppenheten om sådana förhållanden och av att det var så vanligt[källa behövs]. Den portugisiska jesuiten Alessandro Valegnani observerade 1591 att "ungdomarna och deras partner, som inte ser det som allvarligt, gömmer det inte för andra. De verkar finna stolthet i det och talar om det öppet."

### Korea
I Korea var pederasti vanligt[källa behövs] åtminstone från 1300-talet och framåt. Ungdomar tillgängliga för sexuella relationer med män kallades Hwarang (wha, blomma; rang, renhet). 
Paul Michaut, en fransk läkare, beskrev 1893 Korea som ett land där "pederasti är allmänt. Det är en del av flertalet. Det utövas öppet, på gatan, utan minsta fördärv." Han associerade dess utbredning med syfilis, vilket var lika vanligt[källa behövs].

### Den muslimska världen
Under en period som börjar på 800-talet och slutar i mitten på 1800-talet, var pederastiförhållanden i poesi, konst och andlighet ett framträdande och genomgripande särdrag i den muslimska kulturen från det moriska Spanien till norra Indien. Formerna för denna pederasti sträckte sig från det kyska och platoniska beundrandet av vackra ungdomar å ena sidan, till det våldsamma och tvingande utnyttjandet av ovilliga pojkar å andra sidan. Även om sodomi betraktades som en stor synd, fanns det aspekter på homosexuella förhållanden som skilde sig under olika tidsperioder och på olika platser.
Under stormogulerna (1526-1858) i Indien fanns stort pederastiskt inflytande i styret, konsten och litteraturen. I Centralasien har utövandet varit vanligt[källa behövs] och är fortfarande en del av kulturen. Även om det numera inte är vanligt[källa behövs] så förekommer fortfarande giftermål mellan man och pojke.[källa behövs]
I Centralasien förekommer pederasti bland annat i Afghanistan där det påstås vara speciellt vanligt[källa behövs] i Kandahar.  
I Mellanöstern har islam varit en betydande kraft som har format hur man ser på och hur man utövar och utövat homosexuell kärlek. I Koranen kan man hitta beskrivningen av ungdomlig manlig skönhet. Paradiset beskrivs som där det "omkring dem kretsa evigt unga svenner, som du tycker vara kringströdda pärlor när du ser dem." (Koranen 76:19). 
Rättstraditionen i muslimska länder betraktade allmänt attraktionen mot vackra ynglingar som normalt och naturligt. Dock varierade uttrycken för pederastisk attraktion. I vissa fall hade den en kysk karaktär, inkorporerad i muslimsk mysticism (se sufism). I andra fall fördömde konservativa muslimska teologer traditionen att beskåda skönheten hos unga pojkar. Trots motståndet från teologer har traditionen överlevt i muslimska länder till viss del ända fram i modern tid.

## Pederastin under renässansen
Under renässansen, och då speciellt i Florens i Italien, var pederastiförhållanden vanliga[källa behövs]. Renässansmänniskor som hade romantiska förbindelser med ungdomar var bland andra: Théophile de Viau, Marsilio Ficino, Benvenuto Cellini, Caravaggio, Leonardo da Vinci och Michelangelo. Samtidigt arbetade katolska kyrkan, såväl genom inkvisitionens domstolar som genom civila domstolar, för att bekämpa vad de betraktade som sodomi. Män bötfälldes eller fängslades, pojkarna pryglades.  
I Florens var pederastin så vida spridd att staden 1432 instiftade "Ufficiali di Notte" (Nattens officerare) för att utrota sodomin. Från 1432 till 1502 åtalades mer än 17 000, varav 3 000 dömdes. Ordet "Florenzer" på tyska såsom synonym till pederast, uppstod under den här tiden, vilket säger en del om hur vanligt det var.